# Macroprora ochthera
Macroprora ochthera är en fjärilsart som beskrevs av Turner 1942. Macroprora ochthera ingår i släktet Macroprora och familjen nattflyn. Inga underarter finns listade i Catalogue of Life.